# Louise Landry Gadbois
Louise Landry Gadbois, née le 27 novembre 1896 et morte le 10 août 1985 à Montréal, est une artiste peintre québécoise associée à la Société d'art contemporain de Montréal. Elle est connue pour son art du portrait,.

## Biographie
Marie Marguerite Louise Gadbois naît à Montréal en 1896. Elle étudie la peinture avec Edwin Holgate de 1932 à 1934. De plus, elle fréquente l'Art Association of Montreal, où elle étudie auprès de John Goodwin Lyman
Louise Gadbois est l’une des membres fondatrices de la Société d’art contemporain, un regroupement d’artistes qui se détachent de l’art académique au Québec tout en se permettant d’avoir plus facilement recours aux expositions ainsi que les moyens pour y arriver. En 1941, Gadbois participe à la Première exposition des Indépendants au Palais Montcalm à Québec. Cette exposition est organisée par le Père Marie-Alain Couturier et comprend les œuvres des onze membres de la Société d'art contemporain: Gadbois, Paul-Émile Borduas, Simone Mary Bouchard, Stanley Cosgrove, Eric Goldberg, John Goodwin Lyman, Louis Muhlstock, Alfred Pellan, Goodridge Roberts, Jori Smith et Philip Surrey. L'exposition circule aussi à Montréal.
En 1944, elle participe à deux expositions: une exposition conjointe avec Philip Surrey et une exposition conjointe avec sa fille Denyse Gadbois. Bref, de 1939 à 1948, ce groupe, composé d’hommes, de femmes, d’anglophones et de francophones, met en place onze expositions, dont dix ayant la participation de Gadbois. Elle ne manque que celle de 1947, à Toronto, où seulement quatre membres de l’organisation sont présents. C’est ce qui fait d’elle l’artiste féminine ayant participé aux plus d’expositions de la Société d’art contemporain.
Le portrait de Thérèse Frémont par Gadbois est au Musée des beaux-arts du Canada et son portrait La Réfugiée, 1940-1941 appartient au Musée national des beaux-arts du Québec.
Elle meurt à Montréal en 1985.

## Période de création
Louise Gadbois se met à peindre intensivement au début des années 1930. Vers la fin des années 1950, elle connait un creux. Les enfants quittent la maison l’un après l’autre et la solitude se fait ressentir et le doute s’installe en elle. Elle est déprimée et a l’impression que ce qu’elle fait est dépassé. C’est en 1966 que son mari décède. L’année suivante, elle déménage dans un plus petit appartement où elle se remet à créer de façon continuelle.
Son inspiration
Pour ses œuvres, Gadbois trouve beaucoup d’inspiration dans les œuvres de Cézanne, dont elle emprunte sa structuration triangulaire. Plusieurs aspects se répètent souvent aussi dans son art, comme la présence d’un cendrier-poisson rose aux pois bleus, d’un pichet de céramique brune et d’un motif de citron. Plus particulièrement dans ses portraits, Gadbois s’inspire de la psychologie du modèle pour peindre, ce qui rend une différente atmosphère à ses œuvres.
Une autre de ses inspirations est le Père Marie-Alain Couturier. Les deux partagent un lien d’amitié qui pousse Gadbois vers une recherche de la vérité qui marque fortement l’esthétique de sa peinture. C’est lui qui va lui transmettre l’intérêt pour les peintres de l’école de Paris.
Son art
Louise Gadbois fait des peintures de portraits, de paysages et de natures mortes qui se détachent de la tradition académique. Elle crée avec beaucoup de liberté et d’expression. Elle utilise principalement la peinture à l’huile et ses œuvres se distinguent par le dépouillement des formes et des plans, le dynamisme de ses compositions ainsi qu’une palette restreinte.

## Importance dans l'art québécois
Comme plusieurs autres femmes artistes de l'époque (Marian Dale Scott, Simone Mary Bouchard, Jori Smith, Prudence Heward, Marguerite Doernbach, Sybil Kenndy, Mabel Lockerby, Jeanne Rhéaume et Fanny Wiselberg), Louise Landry Gadbois est l'une des premières femmes québécoise à être artiste peintre de métier. Malgré le manque d'appui des membres masculins de la Société d'art contemporain, elle y reste tout en gérant sa vie familiale, responsabilité que toute femme de la bourgeoisie francophone de l'époque doit encore respecter.

## Œuvres
- Thérèse Frémont, 1939, huile sur toile, 53,7 × 45 cm, Musée des beaux-arts du Canada, Ottawa[9].
- L'Écharpe rose, 1940, huile sur toile, 63,5 × 43,8 cm, Musée national des beaux-arts du Québec, Québec[10].
- L'Étudiante, 1940?, huile sur toile, 76,5 × 63,6 cm, Musée national des beaux-arts du Québec, Québec[11].
- Femme au bouquet, 1940?, huile sur carton, 61 × 51 cm, Musée national des beaux-arts du Québec, Québec[12].
- La Réfugiée, 1940 ou 1941, huile sur toile, 56,5 × 46,3 cm, Musée national des beaux-arts du Québec, Québec[13].
- Le R. P. Marie-Alain Couturier, 1941, huile sur toile, 76,2 × 66 cm, Musée national des beaux-arts du Québec, Québec[8].
- Femme et fruit, vers 1949, huile sur toile, 76,7 × 63,6 cm, Musée des beaux-arts du Canada, Ottawa[14].

## Hommages
- La rue Louise-Gadbois a été nommée en son honneur, en 1988, dans l'ancienne ville de Cap-Rouge, maintenant présente dans la ville de Québec.

## Expositions
Avec la SAC :
- 1939 : Société d’art contemporain : Exposition d’œuvres par ses membres, Stephens Gallery, Montréal.
- 1940 : L’Art de Notre Temps au Canada, Art Association of Montreal, Montréal.
- 1941 : Dessins, Estampe, Sculpture / Drawings, Prints, Sculpture, Henry Morgan & Co. Ltd., Montréal.
- 1942-1943 : Société d’art contemporain, Art Association of Montreal, Montréal.
- 1942-1943 : Société d’art contemporain, Galerie nationale du Canada, Ottawa.
- 1942-1943 : Société d’art contemporain, Université Queen’s, Kingston.
- 1942-1943 : Société d’art contemporain, Galerie municipale, Québec.
- 1943 : Société d’art contemporain, Dominion Gallery, Montréal.
- 1944 : Société d’art contemporain, Dominion Gallery, Montréal.
- 1945 : Société d’art contemporain, Eaton’s, Toronto.
- 1946 : La Société d’art contemporain : Septième exposition annuelle de peintures et de dessins, Art Association of Montreal, Montréal.
- 1948 : Exposition annuelle, Dominion Gallery, Montréal, 1946, Société d’art contemporain, Art Association of Montreal, Montréal.

Individuelles (sans nom d’expositions):
- 1941 : Galerie municipale au foyer du Palais Montcalm, Québec
- 1942 : Cercle universitaire, Montréal
- 1943 : Faculty Club de l’Université McGill, Montréal
- 1945 : Séminaire de Joliette
- 19xx : Québec, 17 novembre, Galerie Municipale de Québec, «Les peintures de Louise Gadbois (54 oeuvres)

- 1948 : Musée des beaux-arts de Montréal
- 1951 : Flammarion, Montréal
- 1954 : Collège Marie de France, Montréal
- 1956 : Séminaire de Joliette
- 1958 : Collège St-Laurent
- 1959 : Centre d’art du Mont-Orford

- 1961 : Théâtre de la Poudrière, Île Sainte-Hélène
- 1963 : Société des Jeunesses Musicales de Cowansville
- 1963 : Galerie 63, Joliette
- 1964-1965 : La Galerie Le Fureteur, Longueuil
- 1969 : Centre culturel de Verdun
- 1977 : Collège André-Grasset
- 1979 : Musée d’Art Contemporain de Montréal
- 1983 : Galerie UQUAM, rétrospective
- 1996 : Hull, Qc, Galerie Montcalm
- 1997 : Sainte-Foy,Qc

COLLECTIVES
- 1936 : Société d’art contemporain, Expose pour la première fois au 53e Salon du Printemps
- 1938 : Montréal: Université McGill, «Loan Exhibition of some French Canadian Artists»
- 1939 : Montréal: Juin, Art Association Montreal
- 1939 : Toronto: Août, Canadian National Exibition
- 1939 : Montréal: Décembre : C.A.S. Frank Stevens Gallery

- 1940 : Montréal: Nov. déc. C.A.S.
- 1941 : Montréal: mars, C.A.S.
- 1941 : Québec : avril, Première exposition des «lndépendants», Galerie municipale au foyer du Palais Montcalm, Québec; catalogue publié, avant-propos du Père M.-A. Couturier
- 1941 : Montréal: Mai,  «Peinture moderne», Henry Morgan et Co., catalogue publié, préfacé par le Père Marie-Alain Couturier
- 1942 : Joliette: Janv, «Exposition des maîtres de la peinture moderne», Séminaire de Joliette; liste de peintures publiée

- 1942 : Montréal: Fév, «Canadian group of painters»
- 1942 : Toronto: 6 février-2 mars «Canadian Croup of Painters», Art Callery of Toronto; liste des oeuvres publiée
- 1942 : Montréal: 7-29 mars, «Canadian Croup of Painters», Art Association, Montréal
- 1942 . Andover, Mass.: 18 septembre-8 novembre, «Aspects of  Contemporary Painting in Canada», Addison Gallery, exposition itinérante de novembre 42 à novembre 43, Northampton (Mass.), Washington (D.C.), Détroit (Michigan), Baltimore (Washington), San Francisco (California), Portland (Oregon), Seattle (Washington), Toledo (Ohio); catalogue publié
- 1942 : Montréal:  C.A.S., Art Association, Montréal
- 1943 : Montréal: 13-24 novembre, C.A.S., Dominion Callery, Montréal
- 1944 :  Montréal: 26 février-12 mars avec sa fille Denyse, Royal Victoria College sous les auspices du Women's Union of Mccill University
- 1944 :  Montréal: Avril, Exposition sur la jeune peinture du Québec», Externat classique Sainte-Croix
- 1944 : Toronto:  24 avril 44 au 28 avril 46, «Contemporary Canadian Art» T. Eaton Co., exposition itinérante préparée par la Galerie nationale du Canada, dans 17 villes américaines
- 1944 : USA, 15 Juil. :  Université du Vermont
- 1944 : Toronto: Août. Simpson's «Eight Quebec Artists»
- 1944 :  Montréal: 11-22 novembre, C.A.S
- 1944 : Brésil: Novembre 44 à janvier 45,«Exposition d'art canadien au Brésil en 1944-1945», Rio de Janeiro et Sao Paolo

- 1945 : Ottawa. Janvier-avril, «Développement de la peinture au Canada 1665-1945» organisée par la Galerie nationale du Canada, à Montréal, Québec, Ottawa et Toronto; catalogue publié. «Paintings of Contemporary Canadian artists», Murphy Camble
- 1946 : Ottawa. 2-14 février, «La Société d'art contemporain peintures et dessins, C.A.S., Art Association, Montréal; liste  des oeuvres publiée. 1er juin, Federation of Canadian artists  Saint-Césaire Qc : 18-21 juillet, Exposition d'artisanat régional
- 1947 : Janvier : Toronto -  Eaton's Art Gallery  Mars :  «Canadian Women's Exhibition», Wacunda Art Centre, New York  Nov. : Winsor On : Willistead Art Gallery,
- 1948 : London On : Janvier :  Art Callery.
- 1949 : Montréal, Art Association, 19 février au 10 mars, avec Philip Surrey
- 1950 : Montréal, Novembre, Dominion Gallery
- 1953 : Montréal, Août, «Faculty Club» de l'Université McCill  8 août, Musée des Beaux-Arts de Montréal; 17 octobre-2 novembre, exposition d'art sacré au Séminaire de Joliette
- 1954 : Rigaud Qc , mai, au collège   Montréal.1er juin au 1er septembre, Y.W.C.A  Vancouver Ca : 13 novembre, Art Callery, sous les auspices du Women's Auxiliary
- 1955 : Montréal: UDM, Prix Alexandre Thérien - Exposition de peinture 23-26 mai
- 1955 : Noranda Qc : Novembre, Exposition de la Chambre de Commerce de Noranda
- 1955 : Vancouver Ca: 5 nov., Art Gallery,  sous les auspices du Women's Auxilliary
- 1955 : Montréal, 11-30 novembre, l'École des Hautes Études Commerciales
- 1958 : Montréal, Y.M.C.A. «Montreal women artists»
- 1958 : Montréal, Ville de Montréal : Galerie du restaurant Hélène de Champlain, exposition d'été[15]
- 1988 : Montréal, du 6 janvier au 13 février Galerie d'art Concordia
- 1960 : Montréal,  Y.M.C.A.  «Exposition d'été Mère et Fille»
- 1961 : Montréal, Ville de Montréal : Galerie du restaurant Hélène de Champlain, exposition «FEMMES PEINTRES»[15]
- 1980 : Montréal, 1980-81, La Société d'Art Contemporain, Montréal 1939 - 1948, exposition itinérante organisée par la Edmonton Art Gallery
- 1982 : 1982-1983 Les Esthétiques modernes au Québec de 1916 à 1946, exposition itinérante organisée par la Galerie Nationale du Canada[16]

## Musées et collections publiques
- Musée d'art contemporain de Montréal
- Musée d’art de Joliette[17]
- Musée de la civilisation
- Musée des beaux-arts de Sherbrooke
- Musée des beaux-arts du Canada[2]
- Musée Louis-Hémon
- Musée national des beaux-arts du Québec[18]